# Gregorsmesse (Bernt Notke)
Die Gregorsmesse war ein spätgotisches Tafelgemälde in der Lübecker Marienkirche.
Vermutlich als Epitaph für den 1501 verstorbenen Adolf Greverade und wohl als Teil seines Testaments entstand eines der bis zu seiner Zerstörung 1942 am meisten bewunderten und beschriebenen Kunstwerke der Marienkirche: die Gregorsmesse. Seit Carl Georg Heise wurde es als Spätwerk dem Lübecker Malers Bernt Notke zugeordnet.
Das Bild wird zunächst in der Familienkapelle unter dem Nordturm gehangen haben. Bei seiner ersten schriftlichen Erwähnung 1666 sowie im folgenden Jahrhundert hing es an der Südwand der südlichen Kapelle des Chorumganges, später gelangte es (zurück) in die Greveraden- und von da in die Bergenfahrerkapelle zwischen den Türmen; seit seiner 1895 erfolgten Restaurierung durch Johannes Nöhring hing es wieder im Chorumgang, wo es beim Luftangriff auf Lübeck 1942 verbrannte.
Das Tafelbild mit der in Ölfarben auf Kreidegrund gemalten Gregorsmesse war 2,50 m hoch und 3,57 m breit und gehörte damit zu den größten Tafelbildern in Nordeuropa. Unter einem im Viertelkreise vorgewölbten gotischen Schutzdach, das vorne mit drei von Kreuzblumen gekrönten Kielbögen und mit einer oberen Spitzbogengalerie abschließt, sah man in eine kleine gotischen Kapelle, durch dessen spitzbogiges Portal das Auge auf eine von Häusern umgebene Kirche fällt. Vor dem Altar kniete betend Papst Gregor I., begleitet von einer Gruppe von Geistlichen und einem Laien. Im Vordergrund zur Linken des Papstes kniete der Stifter, der durch seine Tonsur als Geistlicher und durch die auf seiner Schulter liegende Almutia als Kanoniker ausgewiesen ist. Auf dem Rückenschild seines Chormantels ist das Greveradesche Wappen zu sehen: auf schwarzem Grunde oben zwei grüne Kränze mit je fünf weißen und fünf roten Rosen, unten eine halb weiße, halb rote Rose. Dieses Wappen fand sich auch auf dem unteren Zipfel der Kasel des Papstes sowie drei Mal am Schutzdach des Bildes. In dem ihm gegenüberstehenden einzigen Laien des Bildes hat man seinen Neffen und Nachlassvollzieher Heinrich Greverade gesehen und in der Rolle, die er in der linken Hand hielt, das aufgerollte Testament.
Als ungefährer Zeitpunkt der Stiftung des Gemäldes gelten die Jahre zwischen 1498 und 1504; in jüngster Zeit vermutete Andrea Boockmann einen Zusammenhang mit dem Aufenthalt des Kardinals Raimundus Peraudi in Lübeck im Jahre 1503. Danach war Peraudi möglicherweise der Kardinal, der oben rechts ins Bild tritt. Die drei auf dem Gemälde dargestellten Bischöfe seien als Dietrich II. Arndes (Lübeck), Johannes von Parkentin (Ratzeburg) und Detlev von Pogwisch (Schleswig) zu identifizieren. Dieser Deutung ist neuerdings von Miriam Hoffmann widersprochen worden. Sie weist auch darauf hin, dass die Urheberschaft im Gegensatz zur früheren Festlegung auf Notke ungeklärt bleibt.